# 域奇·禾頓
域奇·禾頓（英語：Ricky Walden；1982年11月11日—），英格蘭職業士碌架球手。2000年轉打職業賽，他在賽場打滾八年才首奪排名賽冠軍，以10-8战胜罗尼·奥沙利文贏得2008年上海大師賽。他因先後贏得2012年武漢經典賽及2014年國際錦標賽而連續三年躋身前16名。禾頓曾在2013年世錦賽打入四強。